# Loyal Gallery

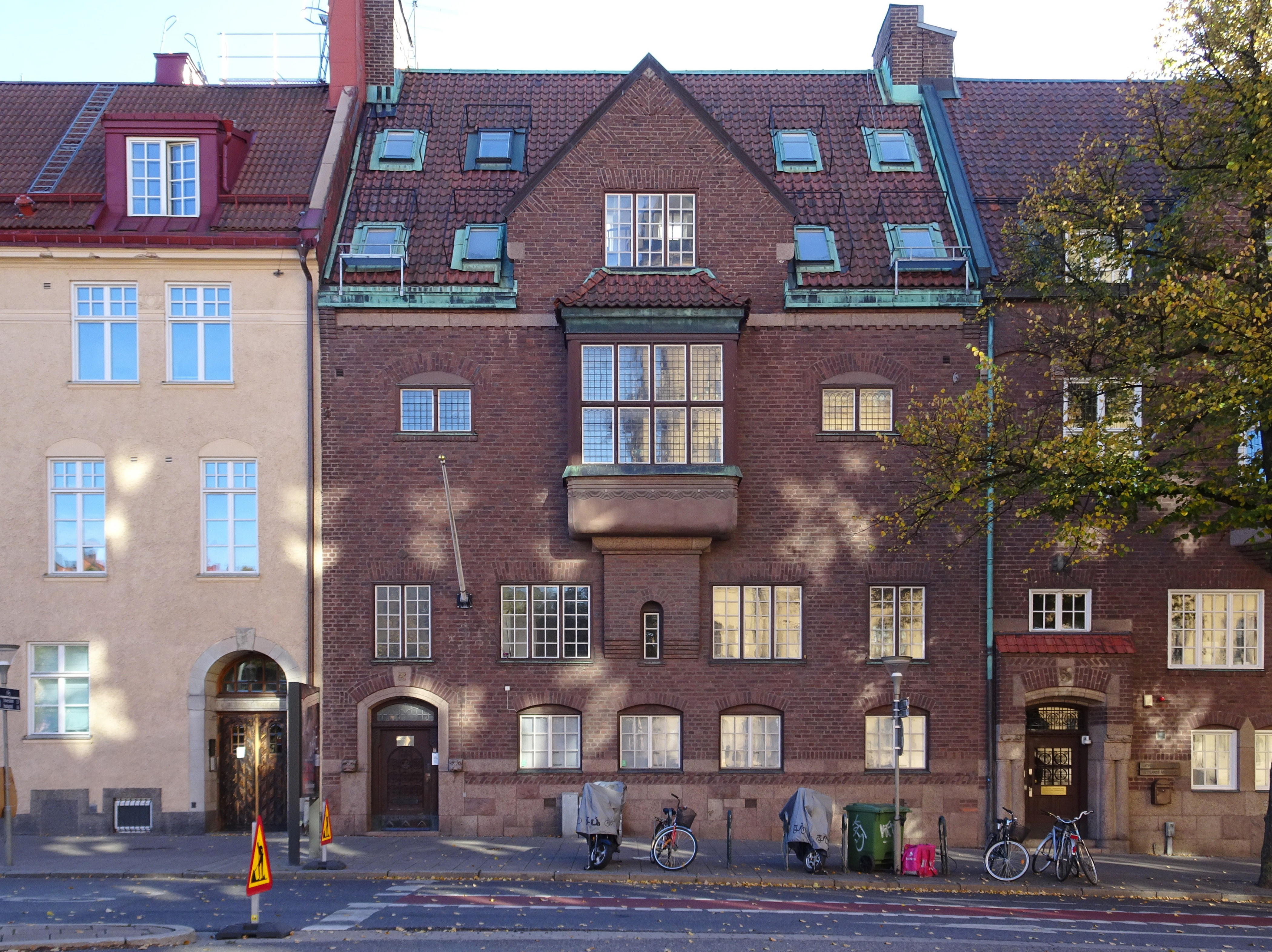
Loyal Gallerys lokaler i fastigheten Tofslärkan 7 i Stockholm.

Loyal Gallery, ibland skrivet LOYAL Gallery, är ett svenskt konstgalleri.
Loyal Gallery grundades 2005 som en avknoppning från magasinet Loyal som år 2000 skapades av Martin Lilja och Kristian Bengtsson, galleriet drivs sedan starten av Martin Lilja och Amy Giunta. Galleriets första adress var i Vasastan, 2010 flyttade galleriet till Malmö hamn och 2014 flyttade de till Los Angeles för att 2015 flytta tillbaka till Stockholm, sedan 2018 huserar galleriet i Folke Zettervalls tidigare hem Tofslärkan 7 i Lärkstaden. Från början koncentrerades galleriets konstnärer till unga, amerikanska målare och skulptörer för att senare även visa svenska och andra internationella konstnärer.
Konstnärer som ställt ut på Loyal är bland andra Wes Lang, Eddie Martinez, Karin Mamma Andersson, Donald Baechler, Misaki Kawai, Katherine Bernhardt, Brad Troemel, Jim Thorell och Zoe Barcza.